# Siddhicharan
Siddhicharan (Nepali सिद्धिचरण Siddhicharan) ist eine Stadt (Munizipalität) im westlichen Nepal im Distrikt Okhaldhunga. 
Die Distriktverwaltung von Okhaldunga befindet sich in Siddhicharan. 
Die Stadt entstand 2014 durch Zusammenlegung der Village Development Committees Andheri, Barnalu, Jyamire, Okhaldhunga, Rumjatar und Salleri. Das Stadtgebiet umfasst nach weiteren Eingemeindungen im Jahr 2017 167,88 km².

## Einwohner
Bei der Volkszählung 2011 hatten die VDCs, aus welchen die Stadt Siddhicharan entstand, 16.696 Einwohner (davon 7595 männlich) in 4374 Haushalten. Nach weiteren Eingemeindungen im Jahr 2017 wuchs die Einwohnerzahl auf rund 28.000 Einwohner.